# 現代詩論戰
現代詩論戰，又稱為關唐事件，是台灣在1972年至1974年間，針對現代詩創作風格的爭論事件。源於關傑明、唐文標等人撰文批評當時台灣詩壇過度模仿西方現代詩，具有逃避現實之傾向。由於其批評全面且措詞嚴厲，引發包括顏元叔、余光中、葉珊（楊牧）、張錯等人在內的反擊，擴及整體詩壇。關、唐之文當時雖受到較大的批評，但其論點在論戰結束後，仍引發台灣現代詩創作風格的轉變。

## 背景

### 現代派的興起與爭論
1950年代後期，由於對八股的反共文學感到不滿，於是詩歌界開始傾向在政治之外，探索另一條藝術至上的道路。1956年紀弦領導的現代詩社成立，揭諸「六大信條」，強調「橫的移植」。現代派的出現適足以使詩歌創作在單調的「反共、戰鬥」外有更多元的選擇，也能以象徵方式表達對現實社會之不滿；因此不僅其主張風行一時，連同與其迭有爭論、鼎足而三的藍星詩社及創世紀詩社，其實基本上也屬於台灣「現代派」的範疇。
現代派的主張過於強調「橫的移植」而缺乏「縱的繼承」，引起爭議；同時其刺激了結黨營詩的風氣，派系間壁壘分明，更增對立衝突的情緒，使得當時各種衝突、論戰蔚為風行。首先是在《文學雜誌》展開新詩與舊詩關係的論戰；其次是紀弦與覃子豪針對新詩發展方向的爭論；接著是針對蘇雪林、言曦等保守文人對現代詩攻訐引發的抗辯。1971年開始，詩壇開始對於現代派西化的詩風感到不滿，包括龍族、大地、主流等以大專青年為主新興詩社創立，紛紛提出反省，足以顯示當時風氣的轉變。

### 外交、社會情勢變遷
對於現代派的反省，除了來自文學內部的發展外，亦有一些外緣的因素。1970年發生釣魚臺事件、1971年中華民國退出聯合國、1972年美國與日本相繼與中華民國斷交並承認中華人民共和國。連串的外交危機，使知識份子從文化上尋求自強的根本；社會上則由於資本主義的發展，中產階級開始有政治改革、文化振興的要求，挑戰黨國的文化霸權。於是，鄉土文化的要求日興，在內容上模擬西方、逃避現實的現代主義文學自然受到挑戰。

## 起因
現代派過度西化的情形，早在1966年到1970年間，許南村（陳映真）、尉天聰等人就已經進行過批判。不過由於1970年代初期，詩壇在內部、外部的諸多因素下，新世代詩人開始推動內部的反省。這樣的氣氛，使得關傑明、唐文標等來自外部的批評，引起一陣風潮。另一方面，由於關傑明的批評文曾在關注度較高的《中國時報》上發表，文章也較引起重視。

### 關傑明的批評
關傑明是英國劍橋大學文學博士，當時為新加坡大學英文系教授，當時因為對台灣的新詩表現不滿，1972年的2月與9月，於《中國時報》人間副刊分別發表〈中國現代詩的困境〉、與〈中國現代詩的幻境〉二文；直指當時台灣新詩過度模仿西方，是一種「殖民文學」。他就其讀過的三本詩集提出討論：葉維廉編譯的《中國現代詩選（1955～1965）》，張默、瘂弦、洛夫編的《中國現代詩論選》，洛夫等編的《中國現代文學大系（1950～1970）》詩一、二輯，認為其雖以「中國」為名，實則很少中國性，只見國際性、世界性。更嚴厲批判了包括洛夫、葉維廉、葉珊、白荻、商禽、鄭愁予等現代派詩人。
關傑明的評論，主要是基於民族主義的思維，其目標是以「回歸傳統」。一部分的原因，可能與他具備華僑身分，在文化錯亂的背景中成長，因此渴望在閱讀中獲得文化上的歸屬感有關。是故其建立台灣現代詩的典範時，將周夢蝶、余光中等具有中國文化傳統的詩作，予以讚揚。

### 唐文標的批評
台大客座的數學系教授唐文標，1960年代曾寫過詩，在1970年時則針對台灣現代詩的問題，撰寫了〈詩的沒落〉和〈僵斃的現代詩〉二篇文章，只是未曾發表。關傑明的批評出現後，唐便以「史君美」為筆名，發表〈先檢討我們自己吧〉以聲援關氏的說法，不過未引起爭端。1973年7月《龍族》的評論專號上，他發表了是〈什麼時候什麼地方什麼人－論傳統詩與現代詩〉，孰料8月的《中外文學》2卷3期、《文季》第一期與第二期，分別刊出〈僵〉、〈詩〉兩篇舊文，加上9月《中外文學》2卷4期再次刊出新作〈日之夕矣〉，短時間內的大量曝光，加上四文炮火過於猛烈，不僅將整個詩壇皆予以批評，甚至連學術界盛讚的批評家夏濟安亦遭受池魚，終於引起遍地烽火。連傾向關傑明的顏元叔皆為文批判，並於《中外文學》第2卷第5期上以「唐文標事件」稱之。
唐文標的批評著眼點與關傑明並不相同，他對當時台灣現代詩弊病的剖析，主要可歸納為「逃避現實」與「僵斃頹廢」兩點，這是基於社會主義的思想，主張文學為社會服務而作出的論斷。為了在左翼思想幾乎沒有生存空間的台灣，為其主張找到根基，唐文標甚至過重新建構中國文學史，標舉《詩經》、《楚辭》等具寫實傳統的中國古典詩歌，做為其典律；並且無視五四運動中的自由主義份子來台後，多倡導現代主義的事實，強調其平民的、左翼的傾向。在這樣的觀點下，對關傑明所推崇的周夢蝶、余光中等人，唐氏亦譏之為「傳統詩的固體化」、「傳統詩的液體化」，與「傳統詩的氣體化」的葉珊，通通列為錯誤。被顏元叔稱之為「大掃除的做法」。

## 發展

### 戰火初燃
在關傑明的第一篇文章發表時，由於措辭並不嚴厲，起初詩壇反應冷淡。僅有周寧以〈一些觀念的澄清〉表示支持、洛夫去函討論「現代詩與傳統的問題」。不過，在關更加重火力點名眾多詩人的創作並予以抨擊後，終於引來創世紀詩社的反彈。負責人原本企圖出版〈中國現代詩總檢討〉專輯，大力反駁，但最後取消了專輯，只在「創世紀書簡」中刊出反彈意見，指責關「言論偏激武斷」、「企圖一筆抺殺全部歷史」編輯並在啟事之中，一方面針對關氏原文係以英文創作，質疑其對於中國傳統與現代文學的了解；另一方面認為關文論點是舊調重彈、了無新意，不值浪費時間一駁。《幼獅文藝》也徵求對關文反對的意見，並且登出端木鼎的文章，亦針對關氏使用英文一事做出側面的攻擊。
在第一波的反彈意見中，由於對關文提出的問題缺乏正面的回應，多以質疑關文的語言能力為主，被後起批評者如陳芳明譏為「鴕鳥式的逃避」。另一方面，後來的研究亦指出，關傑明的文章在從英文轉譯至中文時，出現了許多訛誤與修改。《創世紀》諸人針對語言方面所做的攻擊，似乎忽略了翻譯造成的問題。
在此同時，也有支持的聲音。除了後來引發喧然大波的唐文標之外，李國偉〈文學的新生代〉與〈略論社會文學〉二文（發表於《中外文學》）、顏元叔〈期待一種文學〉（《中文外學》2卷1期），都表達了支持立場。不過李國偉、唐文標著重在詩與現實之間的關係，較具有左翼傾向，與關文的論點其實略有差異。

### 龍族震撼
1973年7月7日，龍族詩社出版《龍族評論專號》，在這部以評論為主軸，厚達354頁的專號中，主編高上秦將其分為主要內容分為「評論」、「訪問」、「書簡」三個單元，表示該專號會透過不同的角度，剖析二十年來中國現代詩壇的得失。高上秦本名高信疆，是龍族詩社發起人之一，也是《中國時報》人間副刊的主編，關傑明文章得以在中時刊出，與其對現代詩的視野有關。在《龍族評論專號》中，高氏更指出五、六○年代詩風遠離社會、傳統、民眾的毛病。
不過，在標舉弊端的同時，他卻無法為「好」詩建立定義，因此該專號將當時各種針對現代詩的批評意見都收錄了進去。除了前述提及的關傑明、唐文標、李國偉之外，還有劉紹銘、史紫忱、鄭世璠、余光中等人，批判的立場從民族主義、社會主義著眼的有，左、右派並陳。由於當時站在現代詩弊病對立面的意見，有如此多種可能性，以致專刊的內容駁雜，最後沒有做出結論，只能大約歸納出「現實」與「傳統」兩個重點。
這次大規模的批判，雖然多數尚數溫和，但是也有唐文標措詞激烈的文章。這些意見不僅只牽動了龍族詩社成員對「詩與社會關係」的重新思考，更激起了詩壇的不滿，終於引發了全面性的戰火。

### 唐文標風暴
唐文標的文章由於炮火猛烈，甚至直接宣佈了現代詩的「死亡」，導出詩不需要存在的結論。其極端化的言論、偏激的視野與霸道的態度，引來了強烈的反彈。在諸多反彈聲浪中，研究者多半以顏元叔與余光中的說法做為代表。
創辦《中外文學》、有系統地引介西方「新批評」理論進入台灣文壇的顏元叔，其實是現代主義陣營內的反對派。他的社會寫實主義觀點與關、唐之說法皆有共通之處，但對於唐文標的霸道與救世主姿態極為不滿。所以儘管他曾在關傑明後發表〈期待一種文學〉，表示「作家必須對當前的社會，當前的人生，抱懷著深入的體驗與反省，然後以文學的手法，將體驗與反省戲劇化（廣義的）而成文學作品。」現在卻直指唐文標的文學見解偏狹，「以為只有社會，沒有家庭；只有群眾，沒有個人；只有上意識，沒有下意識；只有述眾人之事，沒有抒個人之情；只有『怒髮衝冠』，沒有『淚濕青衫』。」這篇文章中最先提出了「唐文標事件」這個名詞，而行文中帶有對左翼思想的反感。
相較於顏元叔，余光中更進一步把唐文標的言論與中共的文革相提並論，指文革是「革古典文化的命」，而唐文則「一筆勾銷古典文學與現代」。經歷國民黨大陸政權喪失的經驗，使余光中對左翼思想深深反感，直接給唐文標扣上了紅帽子。這個態度到鄉土文學論戰時，又在《狼來了》一文中出現。類似的攻訐方式也出現在周鼎〈為人的精神價值立證〉一文中，稱唐「居心叵測」，和中共互相唱和。
除了少數人士如李佩玲、彭瑞金試著反駁余光中外，大多數後來的批評者都不脫顏、余的範圍，追打唐文標數學教授身份、社會主義思想與霸道的態度，這些文章散佈於《主流》10期「評論專輯」、《中外文學》3卷1期「詩專號」及《創世紀》37期「詩論專號」中。但除了指出唐文有以偏概全、矯枉過正之失外，未能完全否認其批評之處。到了葉珊〈致余光中書〉發表，將關、唐之說併稱，以有失風度的「暴民」名之後，反而激起反彈的聲浪，結束了對唐文標一面倒的批判。

### 尾聲與反思
葉珊因為關傑明文章肯定周夢蝶、余光中，卻對他的詩作加以攻擊，因而心生不滿，於是成為將關、唐合稱的第一人，對兩人之論一概鄙夷諷刺。這種不辨關、唐差異，又有失風度的言論，首先引來劉紹銘在中時副刊上為關傑明辯駁。接著在《中外文學》3卷3期上，唐文標本人以〈實事求是不作調人〉回應各方指責，蔣勳、葉昆山也投書表達對葉珊言論的反彈。
1974年7月，《創世紀》推出詩論專號，成為對關、唐以及學院派的顏元叔最後一波大規模的反擊。專號中刊載洛夫的〈請為中國詩壇保留一分純淨〉，暗諷關、唐為「趣味偏狹，別具意圖，既無學養與誠意，又無學識與觀念」之徒，批其行為是「挾其凌厲之筆，狂掃異己，或托足權門（詩壇權貴），譁眾取寵，以圖一夜成名」強調現代詩被攻擊的虛無、晦澀等毛病，不可以西化概括，而是「時代使然、當代文風使然，而且中國古已有之。」文中不但否認創世紀詩人的超現實主義路線，又對批評者扣上「不懂詩的」、「學院派的」或是「普羅思想」。
不過，在同時《中外文學》的專號上，連極力反對唐文標的余光中，都在〈詩運小卜〉中認為，六○年代的現代主義實為自絕於古典，又無力了解西方。對於龍族詩社在批評的突破和思想的獨立上表示肯定。在對現代詩發展的方向上，呈現出與洛夫不同的思考。

## 影響

### 詩風的轉變
在現代詩論戰爆發以前，雖然詩壇就已出現大小論戰，然而五、六○年代的論戰，多圍繞在「詩的可讀性」上，而現代詩人多站在「不可讀、不可解」的立場；但現代詩論戰的議題，轉到「為什麼寫詩」與「為什麼人寫詩」這樣的問題上。經過這次的討論之後，「自我主體性」與「社會寫實性」成為台灣現代詩中具有頗重的份量。明朗穩健的寫實詩風、「回歸民族，反映時代」的路線成為主流，包括笠詩社、葡萄園詩社等皆受到其影響。余光中也認為，台灣現代詩人開始反省並走出現代主義的束縛，是受到唐文標文章的衝擊所致。

### 鄉土文學論戰的先聲
現代詩論戰中，對於台灣國民黨政府的中國符號認同，實際上並沒有正面的挑戰。關、唐的言論沒有批評中國符碼，甚至還要求中國的閱讀美感。不過一方面，唐文標高舉的左翼寫實主義思想，讓台灣日治時代作家與新生代鄉土小說家得到挖掘，造就「台灣本土意識」興起；另一方面，「民族性」、「本土性」、「世俗性」等等現實主義的路線，也為鄉土文學的現實主義提供了論述的基礎。是以這場詩壇內的風暴，亦被視為台灣鄉土文學論戰的先聲。

### 其他
余光中將唐文標與文革相提並論，指稱其思想左傾親共，威脅《現代文學》之白先勇及姚一葦兩教授不准《現代文學》再刊登任何唐文標的文章。在白色恐怖氣氛下，唐文標在此事件之後遭到封殺，無法自由發表意見。